# Pampatheriidae
Los pampatéridos (Pampatheriidae) son una familia de mamíferos placentarios del orden Cingulata, emparentados con los actuales armadillos.
Los pampatéridos eran grandes armadillos relacionados con los gliptodóntidos (mucho más grandes y acorazados). Evolucionaron en Sudamérica durante su largo aislamiento del Cenozoico. Holmesina y Pampatherium colonizaron Norteamérica tras la formación del istmo de Panamá. Finalmente, los pampatéridos desaparecieron de ambos subcontinentes al final de Pleistoceno.

## Taxonomía
La familia de los pampatéridos incluye los siguientes géneros:
- Holmesina †
- Kraglievichia †
- Machlydotherium †
- Pampatherium †
- Plaina †
- Scirrotherium †
- Vassallia †
- Yuruatherium[2] †